# Palacio Heian
El palacio Heian fue el palacio imperial original de Heian-kyō (la actual Kioto), capital de Japón del año 794 al 1868. El mismo sirvió como residencia imperial y centro administrativo de Japón durante la mayor parte del período Heian (794-1185) y se encontraba localizado en la zona centro-norte de la ciudad, de acuerdo con los modelos chinos usados para el diseño de la capital.
El palacio estaba rodeado por una gran muralla de forma rectangular que contenía muchos de los tantos edificios ceremoniales y administrativos incluyendo a los ministerios gubernamentales. Dentro de aquellos muros se encontraba otro complejo residencial (o "Palacio Interno") en donde residía el emperador. Además de la vivienda del emperador, el palacio interno contenía las habitaciones de las consortes como también estructuras ceremoniales y oficiales más cercanas a la figura del emperador.
El rol original del palacio era el de manifestar la centralización del modelo gubernamental adoptado por Japón de China en el siglo VII y proveer un lugar apropiado para la residencia del emperador y poder además ocuparse de varios problemas de estado y ceremonias. Aunque la función residencial del palacio continuó hasta el siglo XII, las instalaciones para ceremonias religiosas fueron quedando en desuso cerca del siglo XIX debido al abandono de las prácticas de ceremonias reglamentarias y al traslado de muchas de éstas a lugares de menor escala en el Palacio Interno.
El Palacio fue completamente destruido por el fuego y otros factores, y sobre la superficie en donde existía se construyó otro nuevo. Del antiguo, casi no quedaron rastros y la arquitectura del mismo se basó en fuentes literarias, diagramas y pinturas de la época, como también excavaciones realizadas desde fines de la década de 1970.

## Ubicación

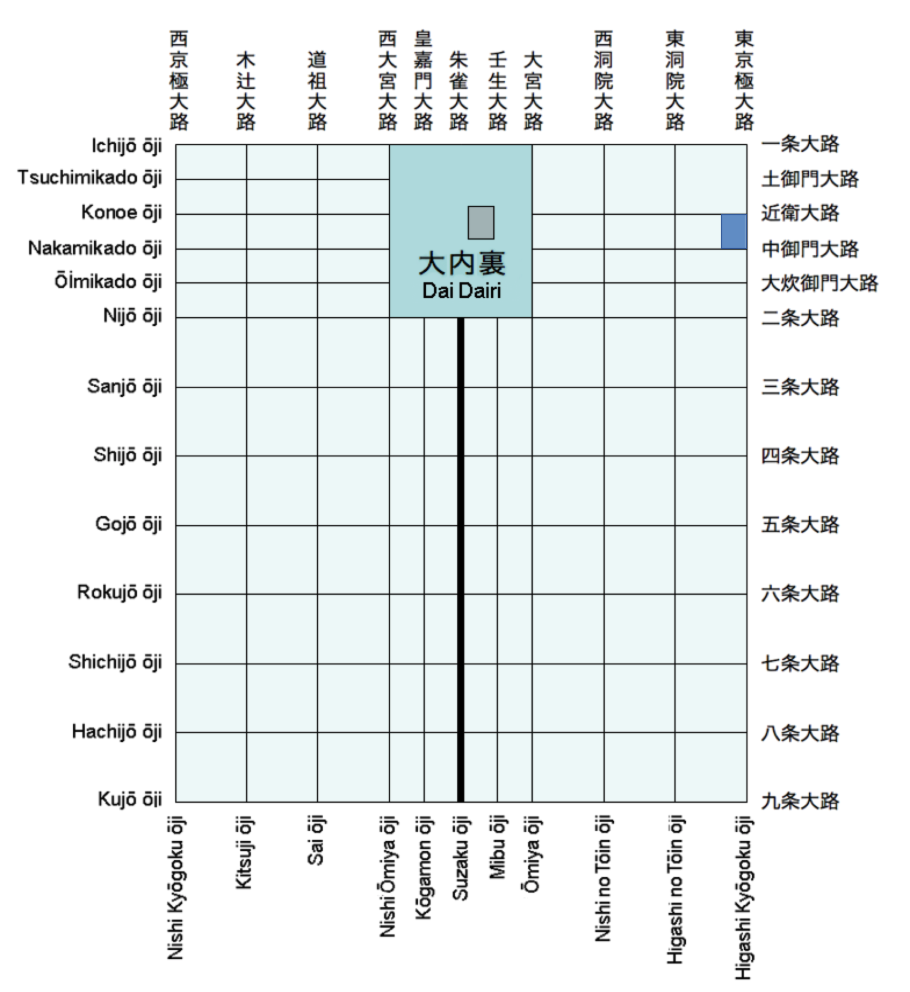
Mapa esquemático de Heian-kyō en donde se muestra la ubicación del palacio como también del palacio temporal Tsuchimikado que se convirtió en el actual Palacio Imperial de Kioto.

El palacio se encuentra localizado al centro norte de Heian-kyō, siguiendo el modelo chino adoptado por las dos anteriores capitales Heijō-kyō (lo que hoy en día es Nara) y Nagaoka-kyō. El extremo sudeste del Gran Palacio se encontraba en lo que hoy es en el centro del castillo Nijō. La entrada principal se encontraba en la puerta Suzakumon lo que conformaba la terminación de la gran Avenida Suzaku que corría a lo largo del centro de la ciudad con su comienzo en la puerta Rashōmon. El palacio miraba, de esta manera hacia el sur, presidiendo el plan simétrico de Heian-kyō. En adición a la puerta Suzakumon, se contaba además otras 13 entradas localizadas simétricamente en los muros a sus costados. Una avenida central (大路 ōji?) comunicaba a todas las puertas excepto por las tres que se encontraban en la zona norte del palacio, las cuales coincidían con la frontera norte de la ciudad misma.

## Gran Palacio (Daidairi)
El Gran Palacio (大内裏 daidairi?)) conformaba un área rectangular amurallada que se extendía unos 1,4 km de norte a sur entre la primera y la segunda de las avenidas principales este-oeste, (Ichijō ōji (一条大路?) y Nijō ōji (二条大路?), y a 1,2 km de oeste a este entre las avenidas Nishi Ōmiya ōji (西大宮大路?) y Ōmiya ōji (大宮大路?) que corrían en dirección norte-sur.
Las tres estructuras principales dentro del Gran Palacio eran el Recinto Oficial Chōdō-in (朝堂院?), el Recinto de recepción Buraku-in (豊楽院?) y el Palacio Interno (内裏 dairi?).

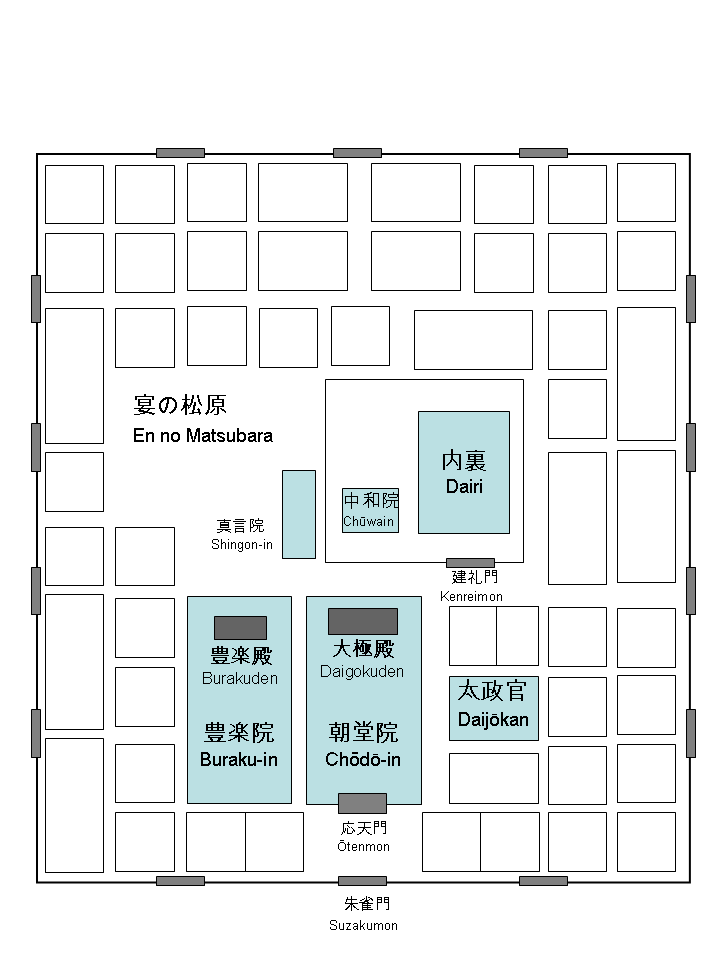
Planta esquemática del Gran Palacio.

Chōdō-in era un espacio cerrado por paredes situado al norte de la puerta de Suzakumon en el centro de la extensión del muro sur del Gran Palacio, el cual se basaba en modelos chinos y seguía los estilos arquitectónicos de aquel país. Evidencia arqueológica de capitales anteriormente construidas muestran que aquellas siguieron los mismos modelos en la construcción de palacios y mantuvieron un estilo estable desde el siglo VII en adelante.
El nombre utilizado para el edificio principal dentro del Chōdō-in era "Daigokuden (大極殿?)" o Gran Sala de Audiencias, y se encontraba de cara al sur, ubicado al final de la zona norte del recinto. Éste era un amplio edificio (de aproximadamente 52 m de este a oeste por 20 m de norte a sur) de estilo chino con paredes blancas, pilares color bermellón y tejas verdes que se utilizaba para oficiar las más importantes ceremonias de estado y funciones. La sección sur de Chōdō-in era ocupada por las Doce Salas en donde la burocracia se hospedaba para las ceremonias de acuerdo a un estricto orden de prioridad. El templo Heian Jingū en Kioto contiene lo que aparentemente es una reconstrucción bastante fiel en una escala reducida a lo que fue Daigokuden en su época.
Las Audiencias de Adquisición se realizaban dentro del recinto Chōdō-in, en donde el emperador debía presidir desde la mañana las deliberaciones de asuntos mayores de Estado a través de la burocracia. También recibía los reportes mensuales de sus oficiales, celebraba el Año Nuevo y además se utilizaba de recepción para los embajadores extranjeros. Aun así, la práctica de las deliberaciones matutinas cesó por el año 810 como también lo hicieron los reportes mensuales, y los embajadores extranjeros no fueron recibidos en la mayoría de lo que el período Heian duró. Las celebraciones de Año Nuevo fueron abreviadas y trasladadas al Dairi a fines del siglo X, dejando así a las Audiencias de Adquisición y algunos rituales budistas ser los únicos que tuviesen un protagonismo destacado en Chōdō-in.
Buraku-in era otra casa rectangular del recinto situada al oeste de Chōdō-in. Fue construida para celebraciones oficiales y banquetes y utilizada también para otro tipo de entretenimientos como los torneos de arquería. Como el Chōdō-in, el Buraku-in poseía una sala central al finalizar la zona norte del complejo, lindante a la corte. Este salón, llamado Burakuden (豊楽殿?), era utilizado por el emperador y sus cortesanas para presidir las actividades del Buraku-in. Con el correr del tiempo, este sitio fue gradualmente quedando en desuso como el Chōdō-in y muchas de sus funciones fueron trasladadas al Dairi. Este sitio fue uno de los pocos que pudo ser recuperado a través de las excavaciones arqueológicas realizadas.
Separado del Palacio Interno, el resto del área del Gran Palacio era ocupada por ministerios, oficinas menores, talleres, celdas de almacenaje, y un gran lugar abierto para la "Arboleda de Pinos de Banquetes" o En no Matsubara (宴の松原?) al este del Dairi. Los edificios del "Consejo de Estado" o Daijōkan (太政官?) se situaban en una zona separada inmediata al este del Chōdō-in, ubicada en un típico plan simétrico de construcciones que desembocan a los patios del sur. El Palacio también contenía el denominado Shingon-in (真言院?), además del Tō-ji y Sai-ji, que eran los únicos templos budistas establecidos con permiso pertinente en la capital. Su ubicación (inmediatamente anexados al Palacio Interno) conforma la evidencia de la fuerte influencia de la secta Shingon durante el período Heian.

## Palacio Interno (Dairi)

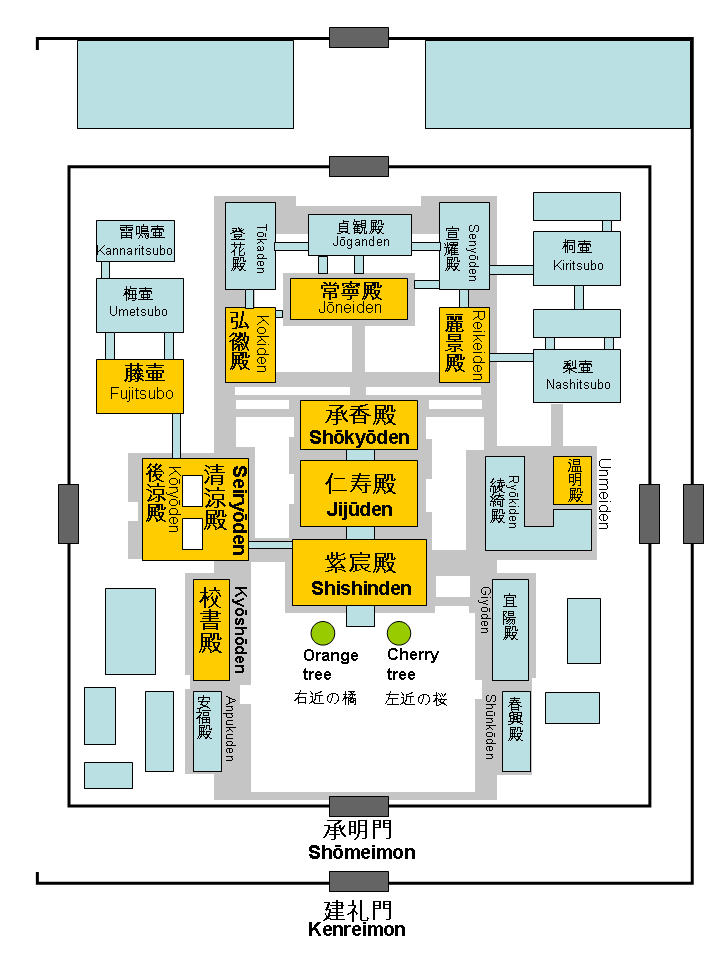
Planta esquemática del palacio Interno.

El denominado palacio Interno o Dairi se localizaba al nordeste de Chōdō-in, casi en el punto este del eje norte-sur del Gran Palacio. Contenía el "Salón del Trono", donde se encontraban los cuartos del emperador y el pabellón de las consortes imperiales y damas de honor. El Dairi poseía dos tipos de divisiones: los muros exteriores, que conjuntamente con el Dairi mismo, contenían oficinas de la casa, áreas de almacenamiento y Chūwa-in (中和院?), un área rodeada de lugares shintō asociados con las funciones religiosas del emperador. Este conjunto de elementos se encontraba situado al oeste dentro del Dairi, lo que lo ubicaba como centro geográfico del Gran Palacio. La puerta principal de la otra división, más amplia, era la puerta Kenreimon (建礼門?), situada en el muro sur.
El lugar del Dairi, zona residencial del emperador, estaba situada dentro de otro grupo de murallas que estaban al este de Chūwa-in. Medían aproximadamente 215 m de norte a sur y 170 m de este a oeste. La entrada principal era la puerta Shōmeimon (承明門?) situada al centro de la pared sur del recinto del Dairi, inmediata al norte de Kenreimon. En contraste con la solemnidad de la arquitectura de estilo chino (como Chōdō-in y Buraku-in), Dairi fue construida en un estilo japonés de gran escala. El Palacio Interno representaba una variante del estilo arquitectónico Shinden, usado para estancias aristocráticas y casas de la época. Los edificios con superficies pintadas, techos inclinados de madera de ciprés y tejados con guijarros, eran colocados en plataformas de madera elevadas y conectados unos con otros mediante pasajes tanto cubiertos como descubiertos. Entre los edificios y pasajes se podía encontrar gravilla y pequeños jardines.
La sala de mayor tamaño del Dairi fue la Sala del Trono o Shishinden (紫宸殿?), un lugar reservado para funciones oficiales. Era un salón rectangular de aproximadamente 30 m de este a oeste y 25 m de norte a sur, situado dentro del eje norte-sur del Dairi, con vista a un jardín rectangular y enfrentado a la puerta Shōmeimon. Un naranjo y un cerezo estaban ubicados simétricamente a ambos lados de la escalinata de ingreso del recinto. El jardín estaba flanqueado a ambos lados por pequeñas paredes conectadas con el Shishinden, creando la misma configuración de edificios que fueron encontrados en estancias aristocráticas de estilo Shinden de aquella época.

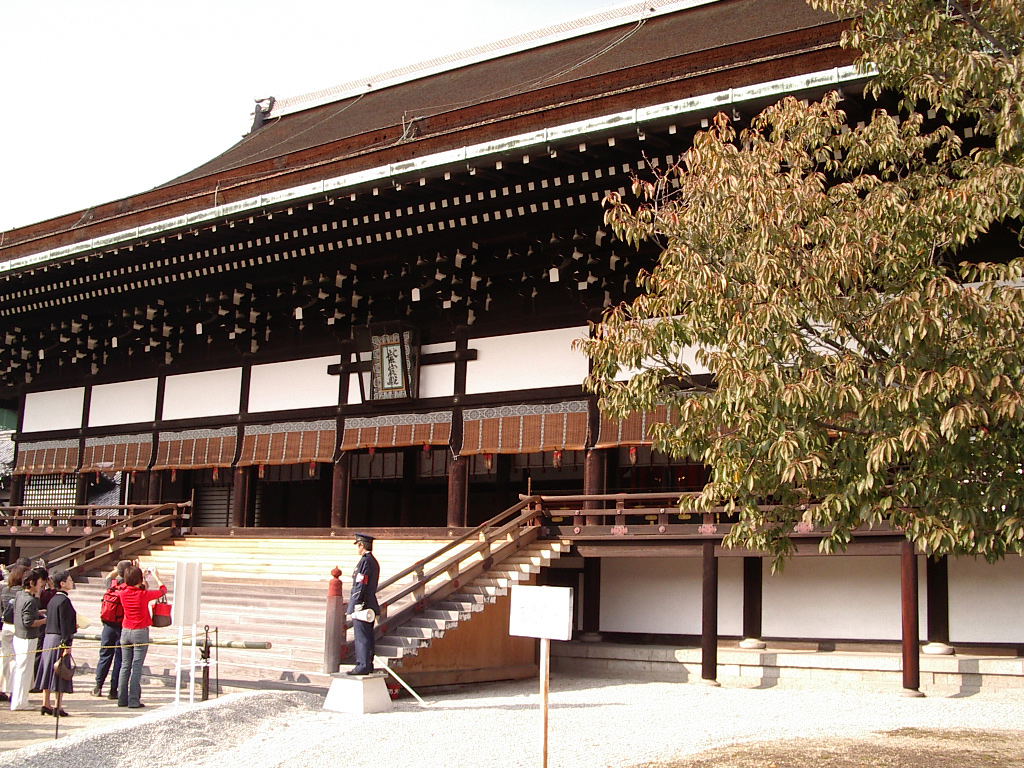
El Shishinden del Palacio Imperial de Kioto hoy en día, construido según los modelos del período Heian.

El Shishinden era usado para funciones y ceremonias oficiales que no se realizaban en el Daigakuden del complejo Chōdō-in. Se utilizó mucho más que el anterior ya que los temas diarios a tratar se redujeron por no contar entonces, con la presencia del emperador; práctica que se estableció desde el siglo XIX. Conjuntamente a esta decreciente dependencia en los procedimientos oficiales gubernamentales, descritos en el Código Ritsuryō, se establece además un secretariado personal del emperador: la Oficina del chambelán o Kurōdodokoro (蔵人所?). Esta oficina, la cual poco a poco tomó el rol de coordinación del trabajo de los órganos de gobierno, se encontraba en Kyōshōden (校書殿?), un salón situado al sudoeste del Shishinden.
Al norte del Shishinden se encontraba Jijūden (仁寿殿?), un salón similar (o tal vez más pequeño de lo que su función original fue) a las habitaciones privadas del emperador. Aun así, a comienzos del siglo XIX, los emperadores generalmente elegían residir en otros lugares del Dairi.  Una tercera habitación más pequeña, Shōkyōden (承香殿?), se localizada próxima hacia el norte junto con el eje principal del Dairi. Luego de que este fuese reconstruido tras un incendio en el año 960, la residencia regular de los emperadores se mudó a una más pequeña llamada Seiryōden (清涼殿?), construcción situada de cara al este, inmediata al noroeste del Shishinden.
Gradualmente, Seiryōden comenzó a ser utilizada también para reuniones, ya que los emperadores pasaban mucho tiempo en esta parte del palacio. El lugar más transitado era el Salón de los Cortesanos (殿上間 Tenjōnoma?), en donde la nobleza de alta jerarquía se reunía en presencia del emperador.
También la emperatriz, como las consortes imperiales tanto oficiales como no oficiales, se encontraban en el Dairi, ocupando habitaciones en la parte norte del recinto. Las salas más prestigiosas para la emperatriz y las consortes oficiales eran aquellas que tenían una ubicación apropiada para tal fin, de acuerdo a los principios de diseño chino (Kokiden (弘徽殿?), Reikeiden (麗景殿?) y Jōneiden (常寧殿?)), como también aquellos lugares más cercanos a la residencia imperial en Seiryōden, (Kōryōden (後涼殿?) y Fujitsubo (藤壷?)). Las damas consortes de menor rango ocupaban habitaciones en la mitad norte del edificio Dairi.
Uno de los Tesoros Imperiales de Japón que se guardaban allí, fue la réplica del emperador del espejo sagrado que se encontraba también en el Salón Unmeiden (温明殿?) en el Dairi.

## Historia
El palacio fue la primera construcción importante erigida en la nueva capital de Heian-kyō, en la cual la corte se mudó en el año 794 siguiendo la orden del emperador Kanmu. El palacio no estaba terminado al momento de la mudanza pero, aun así, el Daigokuden fue completado en el año 795 y la oficina de gobierno a cargo de su construcción fue desmantelada en el año 805.

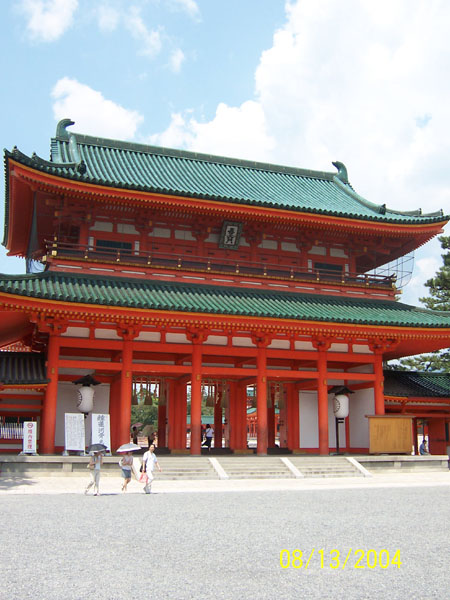
Puerta principal Heian-jingu

El magnífico estilo chino del recinto de Chōdō-in y Buraku-in comenzó a caer en desuso bastante rápido, en un paralelo con el declive de los procedimientos y burocracia elaborados por el estilo gubernamental ritsuryō, lo que gradualmente fue abandonado o reducido a formas vacías. El centro de gravedad del complejo de Palacio se movió hacia el Palacio Interno o Dairi, y el Shishinden e incluso el Seiryōden tomaron el rol del Daigokuden como lugares en donde se realizaban los asuntos oficiales de gobierno.
En paralelo con la concentración de actividad dentro del Dairi, el Gran Palacio comenzó a verse como un lugar poco seguro, especialmente por la noche. Una de las razones pudo ser la superstición popular del período: los edificios deshabitados eran evitados por miedo a los espíritus y fantasmas e incluso se pensaba que el gran recinto Buraku-in estaba embrujado. Además, el nivel de seguridad del Palacio cayó en declive, y cerca del siglo XI, sólo el portal Yōmeimon en la muralla este, poseía guardia. Los robos y hechos más violentos se convirtieron en problemas internos del Palacio durante la primera mitad del siglo XI.
El fuego era un constante problema con esta estructura, que se componía básicamente de madera. El Daigokuden fue reconstruido después de los incendios de los años 876, 1068 y 1156 a pesar de su uso limitado. De todas formas, luego del más intenso de todos en 1177, el cual destruyó gran parte del Gran Palacio, el Daigokuden no fue reconstruido nunca más, como también el Burakuin que fue destruido en un incendio en 1063.
Por el año 960, el Dairi fue repetidamente atacado por el fuego pero era reconstruido sistemáticamente y utilizado como residencia imperial hasta finales del siglo XII. Durante los períodos de construcción, los emperadores debían permanecer frecuentemente en sus sato-dairi (里内裏?) o palacios secundarios en la ciudad. Con frecuencia, estos palacios secundarios ofrecían también al emperador los servicios de la  familia Fujiwara, la cual ejerció, especialmente en la segunda parte del período Heian, un control de facto sobre la política a través de consortes que se enviaban a los sucesivos emperadores. Es entonces cuando las residencias de las casas ancestrales maternas de los emperadores comenzaron a usurpar el rol residencial del Palacio antes del final del período Heian. La instalación de una regla realizada por los emperadores retirados o el sistema insei (院政 insei?) desde el 1086, sumó al declive en la importancia del palacio ya que los emperadores ancianos ejercían poder desde sus propios palacios dentro y fuera de la ciudad.
Luego del incendio en 1177, el complejo original fue abandonado y los emperadores residieron en otros más pequeños (el anteriormente conocido sato-dairi) en la ciudad y en pequeñas estancias fuera de ella. En 1227 el fuego finalmente consumió lo que quedaba del Dairi y el viejo Gran Palacio cayó en un desuso total. En 1334, el emperador Go-Daigo redactó un edicto a efectos de comenzar una reconstrucción del Gran Palacio pero al no encontrar los medios necesarios para apoyar esta moción, el proyecto no se concretó. El Palacio Imperial de Kioto actual se encuentra localizado inmediato al oeste del sitio de la Mansión del Tsuchimikado (土御門殿 tsuchimikadodono?), la gran residencia Fujiwara en el extremo nordeste de la ciudad.